# Клинцево (Псковська область)
Клинцево (рос. Клинцево) — присілок в Великолуцькому районі Псковської області Російської Федерації.
Населення становить 73 особи. Входить до складу муніципального утворення Переслегинська волость.

## Історія
Від 2014 року входить до складу муніципального утворення Переслегинська волость.

## Населення
| 2001 | 2002 | 2010 |
| ---- | ---- | ---- |
| 82   | ↗97  | ↘73  |